# Вахрушево (Старосельский сельсовет, Вологодский район)
Вахрушево — деревня в Вологодском районе Вологодской области.
Входит в состав Старосельского сельского поселения, с точки зрения административно-территориального деления — в Старосельский сельсовет.
Расстояние по автодороге до районного центра Вологды — 54 км, до центра муниципального образования Стризнево — 13 км. Ближайшие населённые пункты — Беседное, Светилки, Болтутино.
По переписи 2002 года население — 7 человек.